# کالوچا
شهر کالوچا (به مجاری: Kalocsa) در باچ-کیش‌کون در کشور مجارستان واقع شده‌است. جمعیت این شهر ۱۷٫۸۴۴ نفر است.